# Мистецтво поетичне
«Мистецтво поетичне» (фр. L'Art poétique) — віршований трактат Нікола Буало.

## «Мистецтво поетичне» (1674)
Віршований трактат Буало «Мистецтво поетичне» належить до найвидатніших пам'яток світової естетичної думки. Твір майже на три століття пережив свою історичну епоху і літературну практику, яка його породила. Минав час, змінювалися художні погляди в суспільстві, а «Мистецтво поетичне» не втратило інтересу і дотепер.
«Мистецтво поетичне» було задумане, як засвідчував автор, під впливом читання відомого «Послання до Пісонів» Горація. Вибір жанру власного твору і форма його викладу підкреслювали найсерйозніший намір автора — встановити закони і критерії високого, вічного мистецтва, ідеальні зразки якого створила античність. Чимало положень, які розвивав Буало, безсумнівно, перегукувались із художніми ідеями античної поетики. Часто повторював автор поеми і ті думки, що були висунуті його попередниками — теоретиками французького класицизму. Однак за всім цим Буало на чільне місце в мистецтві ставив те, що пов'язувало його зі своєю добою. Звідси він черпав натхнення, запал, глибоку переконаність у перевазі своїх принципів. Не слід забувати при цьому, що в особі Буало маємо не тільки критика і теоретика сучасної йому літератури, але й художника слова, що володів неабияким поетичним хистом і спирався також на власний поетичний досвід. Тому теоретичні думки і живі спостереження Буало в «Мистецтві поетичному» завжди позначені авторською індивідуальністю, його темпераментом, оригінальним способом вираження думок.
Блискуча афористична форма викладу, жвавість образів послугували тому, що в найзагальніших питаннях поетичної теорії, відомих ще до Буало, досі посилаються все-таки на автора «Мистецтва поетичного». У цьому творі Буало-художник часто бере гору над Буало-теоретиком. І тоді автор взагалі переходить межі своєї ж власної доктрини, виступаючи безпосередньо як розумна, прониклива людина, що розуміє і цінує мистецтво та поезію, заглиблюється в «секрети» творчості. Справді велич генія виявляється там, де він піднімається над уявленням і пересудами свого часу, прозирає в майбутнє. Тим-то не обов'язково кожну думку Буало розглядати лише у світлі теорії класицизму. Істинність його ідей нам сьогодні краще і корисніше перевірити сучасним знанням про мистецтво. При такому нашому прочитанні Буало він захоплює не тільки фахівця з історії чи теорії поезії, але й кожного любителя мистецтва поетичного слова.
Класицизм, а заодно і його поетика, розроблена Буало, давно належить історії, але поетичні формули з його «Мистецтва поетичного» й досі вражають людську уяву проникливістю і точністю суджень, багатством художньої думки, яка пережила свій час.

## Ставлення сучасників
Доля «Мистецтва поетичного» була складною. Навіть сучасники Буало по-різному ставились до його поетичних принципів. У художньо-естетичних засадах французького класицизму, зведених Буало до чіткої цілісної системи, одні сучасники бачили непорушні норми і закони художньої творчості, а інші, навпаки, висміювали і принижували автора та його твір. Нищівній критиці піддавали «Мистецтво поетичне» вже у XVIII ст. французькі просвітителі[джерело не вказане 4509 днів]. Пізніше розгром твору довершували поети-романтики. Однак важко назвати інший теоретичний твір тих часів, який користувався б такою широкою популярністю і впливом, як поема Буало.
Суперечливі і цілком протилежні оцінки літературно-естетичної системи Буало, звичайно, відбивають боротьбу протилежних тенденцій і напрямів у різні літературні епохи. Водночас сучасний читач не обійде увагою і ті дійсні кричущі суперечності, які властиві поглядам Буало і природу яких слід шукати в особливостях його історичної доби.
Буало рішуче виступав проти консерватизму сучасної йому літератури. Тим часом його власна літературно-естетична концепція спрямована на регламентацію творчості, на канонізацію і увічнення практики класицизму — того методу, художні принципи якого він вважав вічними, незмінними і єдино вірними. Цю антитезу знаходимо в багатьох твердженнях теоретика. Односторонністю, а відтак і обмеженістю позначені самі по собі прогресивні вимоги Буало щодо об'єктивного змісту в мистецтві, наслідування «природі», правдивості характерів і ситуацій, вірності законам жанру та інші принципи, які він стверджував.

## Композиція твору

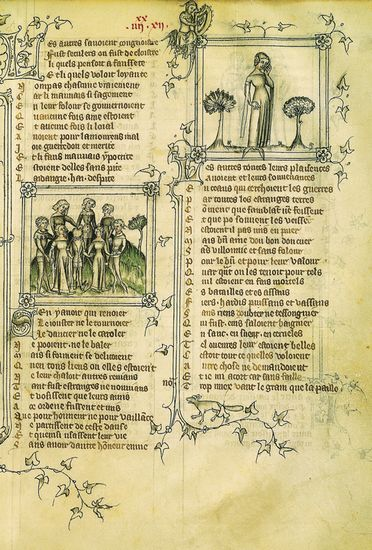
Сторінка з «Мистецтва поетичного»(1674)

Композиційно «Мистецтво поетичне» складається з чотирьох пісень. Будова твору не відзначається особливою стрункістю і чіткістю — загальна вада творів Буало. Так, деякі думки автора та положення повторюються в піснях першій і четвертій. Однак композиційний план простежується легко. У першій пісні розглядаються загальні принципи художньої творчості: суть і значення поетичного таланту, основоположна роль розуму, свідомого начала в роботі над композицією, стилем, у віршуванні. Друга пісня присвячена характеристиці дрібних поетичних жанрів: ідилії, елегії, сонета, епіграми, рондо, балади, мадригал, сатири, водевілю. У третій пісні автор переходить до теорії основних жанрів класичної літератури: трагедії, комедії та епопеї. Принагідно висвітлюються важливі проблеми творчості, що стосуються змалювання характерів, типізації, драматичного конфлікту. Нарешті, пісня четверта заповнена головним чином міркуваннями на морально-етичні теми.
Буало починає розмову з проголошення давньої тези про те, що для занять поезією потрібен талант і натхнення. Однак думка ця здається тривіальною тільки на перший погляд. Вся справа в тому, як тлумачити талант, в чому полягає природа творчості, адже саме з цього й починаються розбіжності між численними поетичними теоріями. Згідно з поглядами Буало мистецтво можна пізнати тільки шляхом критичного аналізу розумом:
Любіть же розум ви! Нехай він тільки сам: Принадність і красу утворює пісням.
Бувають автори, що їхні думки тьмяні: В густому плавають, імлистому тумані,
Аж сонцем розуму його не розігнать.
Ви вчіться мислити, тоді уже писать.
Що справу ми собі здаємо виразніше,
То й наше твориво складається ясніше.
Тільки розум, здоровий глузд мусять керувати поетом, аби твір досяг вищої гармонії задуму і виконання, форми і змісту, частин і цілого. Згадаймо тут, що симетрія, гармонія і єдність — основні принципи раціоналістичної естетики Рене Декарта, яка протиставляла чуттєве і раціональне пізнання. Буало послідовно проголошує людський розум вищим незаперечним і постійним авторитетом для художника і протиставляє його натхненню.
Прикметою широкого розуму є здатність поета усвідомлювати характер своєї талановитості, щоб іти власним шляхом, а не чужим. Мовляв, кожному своє:
Одним — кохання пал оспівувати милий,
А другим — епіграм гострити влучні стріли.
Справжній поет не повинен піддаватись шаленству натхнення, бо ж натхнення якраз і полягає в тому, щоб свідомо і розумно слідувати законам високого мистецтва. Не годен називатися поетом той, хто заглиблюється в зайві описи дрібниць і, втрачаючи міру, порушує гармонію; хто, «зраджуючи шляхетності», вдається до низького, «базарного» стилю. Найбільше ж слід пильнувати «чистоти і ясності» мови, благозвучності, злагодженості, дотримуватися одного взятого тону. Словом, все мусить стояти на своєму місці, підкорятися правилам простоти й міри.
У цих порадах не можна не бачити певних суперечностей, властивих взагалі поетиці класицизму, що ґрунтувалися на дуалістичній філософії Рене Декарта. Класицизм не міг узгодити суперечність між двома началами людської природи — між матеріальним і духовним, між розумом і чуттям. Звідси йде раціоналістичне протиставлення розуму, трактованого як самодостатній, єдиний і абсолютний засіб пізнання, чуттєвим зв'язкам людини з навколишнім світом. Звідси вкрай одностороннє розуміння натхнення і творчого процесу, яке виключає присутність індивідуального досвіду, емоційних факторів, інтуїції, а головне — постійної зумовленості форми художнього твору конкретним життєвим змістом.
Боротьба Буало за чистоту, простоту і ясність мови мала позитивне значення. Недарма автор посилається на досвід поетів «Плеяди» (Жана Маро) і особливо на поезію Франсуа Малерба, який своєю практикою не тільки поклав початок класичним регламентаціям, але й намагався демократизувати поетичний стиль, упорядкував віршування.
Аж ось прийшов Малерб — і вперше появив нам: Правдивий, чистий вірш у чергуванні рівнім,
Міць у порядку слів належнім показав,
У музі приписи обов'язкові дав.
Тож мова, мудрою очищена рукою,
Вже не разила нас безладністю гидкою…
Ставайте ж на його пошани гідний шлях,
Чистоти й ясності пильнуйте у словах.
Та не будемо занадто обманюватися відносно демократичності мовних принципів класицистичної поетики. Заклики Буало до чистоти й ясності мови, його філіппіки проти «марнославства», проти туманного, переобтяженого поетичними умовностями стилю, властивого «преціозній літературі», водночас і, головним чином, спрямовані на очищення мови від «вуличного», «брутального», «низького», тобто простонародного елемента. Мова народних низів не менш ненависна йому, ніж витончений неприродний стиль манірної і аристократичної літератури. Тут також кидається в вічі слабкість класицистичної поетики: її різко виражений класовий характер. Ідеалом Буало є спокійно-величний, врівноважений, сповнений благородства і високої гармонії стиль, розважливо звірений із законами прекрасного. Раціоналістичний і канонічний характер такої поетики обертається тут, як і в багатьох інших моментах, своїми консервативними сторонами.
Композиція твору, згідно з вказівками Буало, також визначається не стільки живим змістом твору, як апріорно виведеними правилами й законами, дотримуватися яких поетові допомагає розум. Основа цих законів — формальна довершеність, гармонійне співвідношення частин і цілого:
Хай пензля тонкого, умілого картини,
Митцем керовані, сполучаться в єдине;
Хай, слів промовистих шукаючи, поет: Далеким одбігом не затира сюжет.
Розважливість, холодний розрахунок — найкращі порадники поета в його роботі. Необхідно знов і знов повертатися до написаного, звіряти кожне слово з голосом розуму і доцільності, не довіряти чуттям.
Спішіть поволі ви; не здавшися зарання,
Вертайте знов і знов до вашого писання;
Шліфуйте, щоб іще не раз пошліфувати,
Не бійтесь креслити, а інколи й додать.
Так навіть у часткових питаннях поетики і творчого процесу автор «Мистецтва поетичного» послідовно дотримується раціоналістичних основ теорії класицизму.
Другий головний принцип цієї поетики — вірність природі — також тісно зв'язаний з раціоналістичною філософією. Буало ставить знак рівності між розумом (істиною) та красою. І краса й істина знаходяться в природі, тобто в об'єктивній дійсності. Поет, який прагне мистецтва істинного й прекрасного, мусить обрати зразком для себе природу. Оскільки найкраще розуміли і наслідували природу великі художники античності, то твори стародавніх класиків є вищим і вічним зразком для мистецтва всіх часів, бо істинність і краса цих творів перевірена віками. Які ще переконливі докази можуть бути?
Французькі класики XVII ст. гідно цінували красу, правдивість і стихійний реалізм античного мистецтва. Однак окремі реалістичні тенденції неодмінно вступають у суперечність із доктриною класицизму. Канонізуючи метод і прийоми, форми і жанри давнього мистецтва, класицизм заперечував історичний розвиток мистецтва, зумовленість художнього методу характером суспільної свідомості. Отож навчання античного мистецтва уявлялося Буало як звичайнісіньке наслідування й копіювання форм, прийомів, сюжетів, вироблених тим мистецтвом.
Принцип наслідування природи, проголошуваний французькими класиками, також трактується ними вузько і абстрактно. Даремно було б у відомих рядках Буало: «Природу лиш одну за вчительку візьміте» бачити той глибокий зміст, який, наприклад, вкладали в лозунг наслідування природі французькі просвітителі XVIII ст. Буало закликає зображувати не всю природу, не все багатство явищ, а відбирати явища з точки зору «високого» мистецтва. Крім того, у Буало йдеться головним чином про людську природу в її раціоналістичних виявах і формах буття.
Буало не відмовляє поетові в праві зображувати жахливі чи потворні явища життя:
І змії, і гидкі, потворні дивогляди,
В мистецтві явлені, очам дають розраду.
Але ці явища повинні зображуватись так, щоб вони здавалися «приємними», щоб поезія «розважала»:
Стають приємними всі явища страшні,
Як пензель їх тонкий віддасть на полотні.
Отож трагедія нам чари навіває,
Як на кону Едіп скривавлений ридає,
І мук Орестових видовище всякчас: Солодкі виклика і чисті сльози в нас.
Буало закликає поетів обмежувати природу сферою істинного і розумного, де виявляють свою силу вічні і незмінні закони природи. Мистецтво мусить зображувати загальні явища, а не часткові, індивідуальні, до яких Буало відносить те, що не вкладається в логічно побудовану гармонійну схему світу. Проблемі співвідношення правди життєвої і правди художньої Буало надає першорядного значення. Відповідно до раціоналістичної доктрини автор «Мистецтва поетичного» розмежовує правдиве і правдоподібне, дійсне й імовірне. Перевага надається художньому вимислу, який мусить узгоджуватися з логікою подій та характерів. Незвичайні факти і явища, що виходять за межі розумного, хоч і мають місце в житті, не повинні цікавити автора трагедії.
Скрізь імовірності дотримуйте. Бува,
Чудною видасться і правда нам жива.
Безглузді ж вигадки нас тішити не можуть,
Бо ні ума, ні серця не тривожать.
Таке розуміння художньої типізації, як бачимо, не позбавлене здорового, реалістичного начала. Свою знамениту формулу «прекрасне тільки правдиве» Буало не наповнив конкретним змістом, але й при всій своїй абстрактності, при всіх обмеженостях і обмовках, вимога художньої правди, якою пройнятий твір Буало, була в умовах XVII ст. явищем прогресивним, спрямованим на зближення мистецтва і дійсності.
Зображення характерів і подій мусить бути підпорядковане вищій меті — втіленню етичного ідеалу, здійсненню виховної функції мистецтва. Тому Буало виступає проти голої фактографії, проти емпіризму — і це, безсумнівно, є позитивним у його теорії. Водночас розуміння законів розуму як вічних і непідвладних історії зумовило абстрактний підхід класиків до зображення людського характеру.
У «Мистецтві поетичному» Буало виступив проти одномірного й спрощеного змалювання в художньому творі героя. Характер героя має бути повнокровним, не позбавленим живих людських вад і слабостей, інакше він здаватиметься ходульним, непереконливим. Митець повинен зберігати повноту людських рис і якостей, щоб можна було повірити у правдоподібність персонажів:
…вади деякі герой повинен мать:
Ахілл нам любий тим, що, як огонь, гарячий,
І ревно від образ, мов та дитина, плаче.
Якби не знав герой ні огріхів, ні хиб,
Ми натуральності в портреті не знайшли б.
Однією з вимог до зображення героя класицизм висував єдність характерів. Буало-теоретик класицизму уявляв людський характер як щось незмінне і постійне, що не зв'язане з розвитком і рухом. Однак характер повинен нести в собі певну визначену ідею:
Агамемнон нехай вражає нас пихою,
Еней побожністю сіяє над усіх.
Надайте певних рис ви кожному із їх.
Інші, так би мовити, побічні риси не повинні суперечити провідній, суттєвій якості характеру. Міцні закони трагедії вимагають, щоб характер до кінця залишався самим собою, незмінно містив у собі загальну, хоч і персоніфіковану ідею. Тут перед нами знову яскраво виявляється одна із суперечностей теорії Буало: з одного боку він закликає до спостереження людських характерів у самому житті, до аналізу суспільних умов формування людини («вивчайте звичаї, краї й часи терпляче: не раз од клімату залежить людська вдача») і водночас вводить ряд застережень і обмежень, які зводять нанівець цю реалістичну тенденцію.
Так, герой класицистичної драматургії, наприклад, поставав на основі абстрактно-логічних суджень про ідеї добра і зла, краси й потворності, любові й ненависті і т. д. Так само і в Буало вимога єдності характерів зумовлює їх статичність, неконкретність та умовність:
…як автор малювати героя почина, — : Нехай герой у всьому вірний буде: І з кону тим зійде, ким вийшов перед люди.
Схильність Буало до нормативності і метафізичності і метафізичної логіки особливо виявилася в теорії жанрів. Автор «Мистецтва поетичного» узаконює тільки ті жанри, які культивувалися в мистецтві античності. Він, наприклад, досить зневажливо ставиться до роману, який не відповідає вимогам і смакам класичної теорії. З драматичних жанрів Буало визнає трагедію і комедію. Характери, композиція, сюжет, стиль драматичного твору повинні підкорятися строгим законам. Вище ми говорили про єдність характеру як основу класицистичної трагедії. З цим тісно зв'язаний принцип єдності місця, часу і дії:
Ми інші приписи від розуму візьмем:
Одну подію в час єдиний розгорнім;
Єдине місце їй за тло ясне узявши:
Така трагедія сподобається завше.
Відстоюючи ці три знамениті єдності, Буало посилається на практику грецької трагедії і епопеї, зокрема на Есхіла і Софокла. Однак відомо, що ні теорія, ні практика старогрецької трагедії не знали подібних мертвих, абстрактних, чисто зовнішніх приписів. Арістотель у своїй «Поетиці» згадує тільки про єдність дії. Причому, обґрунтовуючи єдність дії в драматичному творі як норму, Арістотель виходив із внутрішніх, життєвих вимог до художнього твору. Абстрактна ж нормативність, чужа духові античного мистецтва, була нав'язана трагедії французьким класицизмом XVII ст. Нічого й говорити, що строгі рамки «трьох єдностей» не сприяли розвиткові трагедії, наповнено її життєвим, реалістичним змістом. Вони стримували творчі сили художника, спрямували їх на копіювання зразків, а не на художнє втілення ідей і думок, які в справжньому мистецтві знаходять для себе завжди нову, оригінальну форму.
Оскільки в ході драматичного твору не передбачається ані змін, ані розвитку в характері героїв і оскільки завдання полягає тільки в тому, щоб розкрити психологію і переживання героїв. То сюжет трагедії мусить бути гранично простим і чітким, без будь-яких побічних сюжетних ліній:
Не накопичуйте без ладу різних дій:
Сам тільки Ахіллес та гнів його страшний: Гомерів архітвір виповнює до краю.
Бува, що з надміру убозтво випливає.
Як це не парадоксально, але всі умовності класичної трагедії виникають із побоювання умовностей, із прагнення правдоподібності. Хід міркування приблизно такий: хіба може глядач, який три години дивиться на одну й ту ж сцену, повірити у ймовірність численних подій, змін у характерах, у стані, у віці героя? Буало висміює твори Лопе де Вега за порушення все тих же «єдностей»:
За Піренеями такий собі піїт: Втискає в день один десятки довгих літ.
Спочатку хлопчиком малює він героя,
А далі з довгою виводить бородою.
І не розуміючи умовності мистецтва, воліючи позбутися всякої умовності, Буало зв'язує драматичне мистецтво ще більшими умовностями, умоглядно встановленими правилами, що суперечать правді життя, різноманітності людських характерів в їх розвитку і неповторних долях.
Спосіб розкриття характеру в трагедії часів Буало головним чином словесний, оповідний. Зовнішні події можуть тільки підштовхувати розкриття характеру. Не слід вражати почуття глядача різними жахливими напруженими епізодами, вони мусять відбуватися за коном. Переходячи до комедії, Буало знову повторює, що природа — джерело знань про людські вдачі і характери:
Коли комедії ви хочете служити,
Природу лиш одну за вчительку візьміте.
У різних відтінках природа нам жива: Людські характери і вдачі розкрива.
Але йдеться, знову-таки, не про індивідуальні, неповторні ознаки характерів і, тим більш, не про їх соціально-класову суть і зумовленість, а про найзагальніші риси, притаманні людині згідно з незмінними законами природи. Старим людям властиві скупість, прагнення до багатства, нетерпимість до нових звичаїв. Молодість, навпаки, відзначається непослідовністю і непоміркованістю страстей. Отож справжній художник, навчаючись цих законів природи, не дозволить собі їх порушувати. Тут же наводиться приклад з античної комедії:
Теренцій змалював, як батько докоряє: Своєму синові за те, що він кохає,
Як син, прослухавши суворі ті слова,
В обіймах милої їх зараз забува.
Не думайте лише, що просто це портрети:
Ні, ви саме життя у сценах цих найдете.
Буало не міг не знати, що характер людини залежить від її суспільного становища і соціального оточення. Однак, виявляючи свої класові симпатії, він радить тільки «вивчати пильно двір і спізнавати місто», тобто малювати верхівку дворянського і буржуазного середовища. Тут, на думку Буало, слід брати характери для комедії, всіляко обминаючи життя простолюду. Мольєр, зазначає автор «Мистецтва поетичного», виявив свій хист тільки як творець «Мізантропа», але не як автор творів для широкого загалу.
Живий, проникливий розум вдумливого і тонкого знавця мистецтва Буало виявляе там, де він звільняється від упереджених схем, від тиску догм і постулатів, даючи простір власному досвідові. Так, всупереч раціоналістичній недооцінці чуттєвого пізнання і емоційної сфери людського життя, Буало висував і пристрасно захищав глибоке дійсне переживання як передумову естетичного, виховного впливу: «Ридайте ж ви самі, щоб викликать ридання». Спираючись на знання психології художнього сприймання, Буало вимагав урізноманітнювати стиль розповіді і засоби зображення, резонно відзначаючи, що «одним лиш пафосом ви можете приспать». Дуже цікавий у трактаті кілька разів повторюваний тезис про зумовленість стилю змістом твору, визнаний навіть поетами-реалістами XIX ст. («Важливий в поемі стиль, відповідний темі»,- так сформулював його Микола Некрасов). І для сьогоднішньої поетичної практики не позбавлені глибоко повчального інтересу міркування Буало про гармонійність і симетричність композиції художнього твору, про почуття художньої міри в елементах композиції, сюжету, стилю, про необхідність оволодіння «технічними» прийомами роботи. Більшість цих висновків випливають з живого літературного досвіду, виходячи за рамки класичного «корану», як назвав Олександр Пушкін регламентаційну систему Буало, а тому зберігають свою цінність і в наші дні.
Великий інтерес для сучасного читача становлять викладені в IV пісні думки Буало, які стосуються морально-етичних поглядів митця. Саме тут автор трактату виявляється вільним від літературних догм своєї епохи, передаючи власний досвід боротьби проти рутини, закостенілості і бездарності в літературі. Буало щиро захоплений красою поетичного слова, покликаного виховувати в людині високі моральні і громадянські принципи. Художня творчість, каже Буало, не розвага, не пуста забава. Мистецтво мусить бути суспільно корисним, даючи людині необхідні знання про життя. А тому й служіння мистецтву вимагає від художника не тільки світлого розуму, але й чистих помислів, вищої моральності, відповідальності перед читачем. Адже у віршах не можна приховувати дрібних спонукань, убогості душі:
Тож майте чистоту ви, панове,
Бо й найсильнішому уму не пощастить: Знак серця ницого у віршах потаїть.
Моральні настанови поетам випливають з особистої боротьби видатного критика проти аристократично-дилетанського ставлення до творчості, проти безвідповідальних вправ у віршуванні. Осуджуючи бездарність, марнослав'я, зазнайство, заздрість, продажність і баришництво (до речі, сам Буало ніколи не користувався літературними гонорарами), він називає і конкретних носіїв цих пороків із числа великосвітських літераторів «преціозного» напряму. Особиста неприязнь Буало до таких людей посилювалася ще й тим, що вони нерідко переслідували друзів і однодумців Буало по боротьбі за прогресивну літературу і драматургію Жана-Батіста Мольєра, П'єра Корнеля та інших.
Неодмінною моральною якістю поета вважав Буало здатність до самооцінки, вміння прислухатися до голосу розумної критики, не піддаватися захвалювальній, улесливій «критиці»:
Не оп'яняйтеся з облесної хвали,
Що вам у захисті крикливому сплели,
Де всі ладні горлать: чудово! знаменито!
Могли, читаючи, ви уші обманити,
Та у світлі повному, серед ясного дня: Від ока не втече безглуздість і бридня.
Воістину, думки, що ніколи не втратять свого значення.

## «Мистецтво поетичне» і наш час

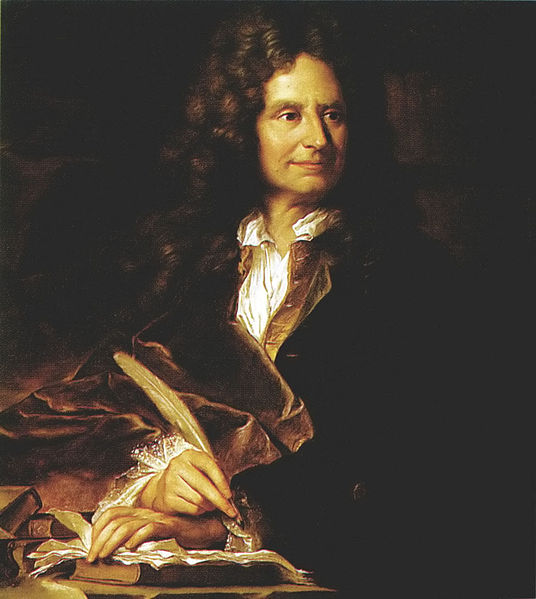
Нікола Бауло-Депрео (1636—1711)

Як естетична система теоретичні погляди та смаки Буало, викладені в «Мистецтві поетичному», належать своєму часові. «Мистецтво поетичне» наслідували і переказували класицисти різних країн: в Англії — Александр Поуп («Досвід про критику»,1711), В Німеччині — І. Ґоттшед («Критична поетика», 1730) та інші.
Російські класицисти, схиляючись перед авторитетом Буало, однак, не обмежували свою творчість канонічними правилами його поетики. Вони зверталися до тих жанрів, які Буало вважав «низькими»,- байка, народна пісня тощо, наближуючи класицистичні форми до потреб життя, орієнтуючись на розвиток оригінальної вітчизняної літератури і мистецтва.
Поети Антіох Кантемір, Костянтин Батюшков наслідували в своїй творчості сатири Буало. Сліди теоретичної системи Буало помітні і на українських поетиках XVIII ст.. Олександр Пушкін, утверджуючи нові реалістичні принципи творчості, найвище цінував у поетиці Буало ідею правдивості і художності мистецтва, називав автора «істинно великим письменником», відзначав його великий вплив на розвиток французької літератури. «Буало, поет, обдарований могутнім талантом і різким розумом, обнародував свій кодекс, і словесність йому скорилася»,- писав він.
Однак твір Буало цікавить і наших сучасників численними проникливими спостереженнями його автора, висновками про художню творчість. І нині побутують його чудові поетичні афоризми, прекрасно збережені в одному з найкращих українських перекладів, опублікованому Максимом Рильським у 1931 році.
Твір Буало цінний як певна вершина в невпинному розвитку науки про художню творчість, про високе призначення і велику силу мистецтва.